# Briquetas de biomasa

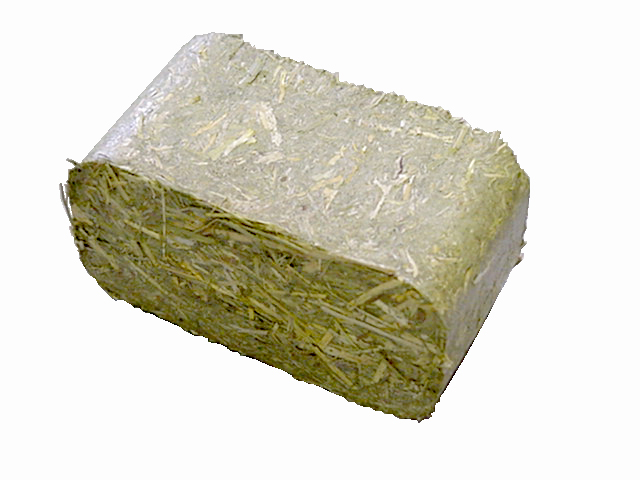
Briqueta hecha por un briquetero de ruf de heno.

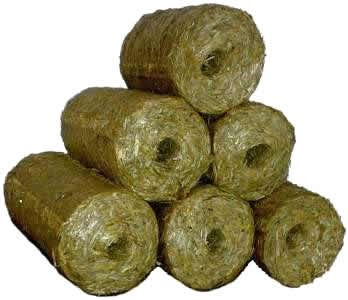
Briquetas de paja o heno

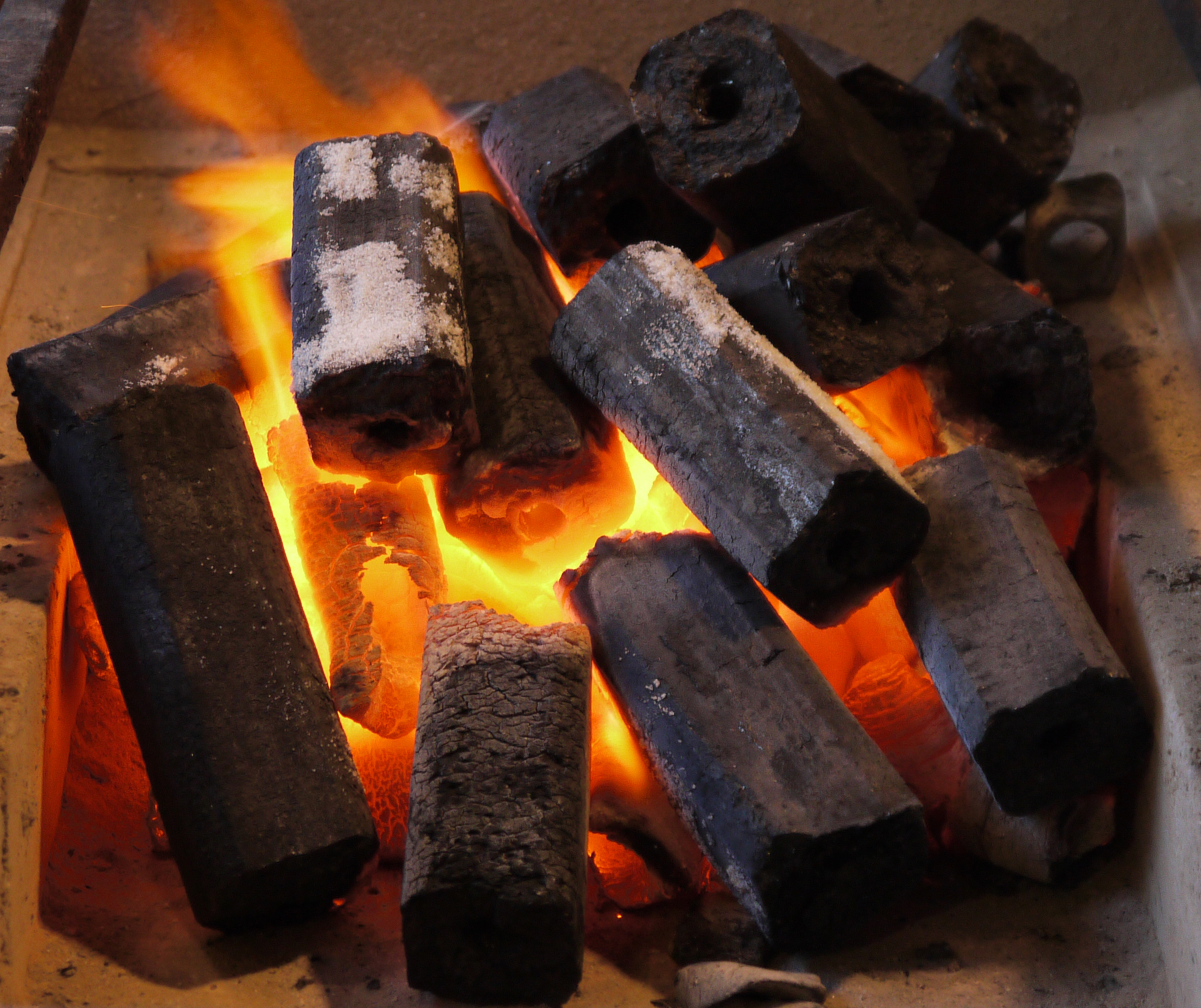
Ogatan, briquetas de carbón japonesas hechas de briquetas de aserrín (Ogalite).

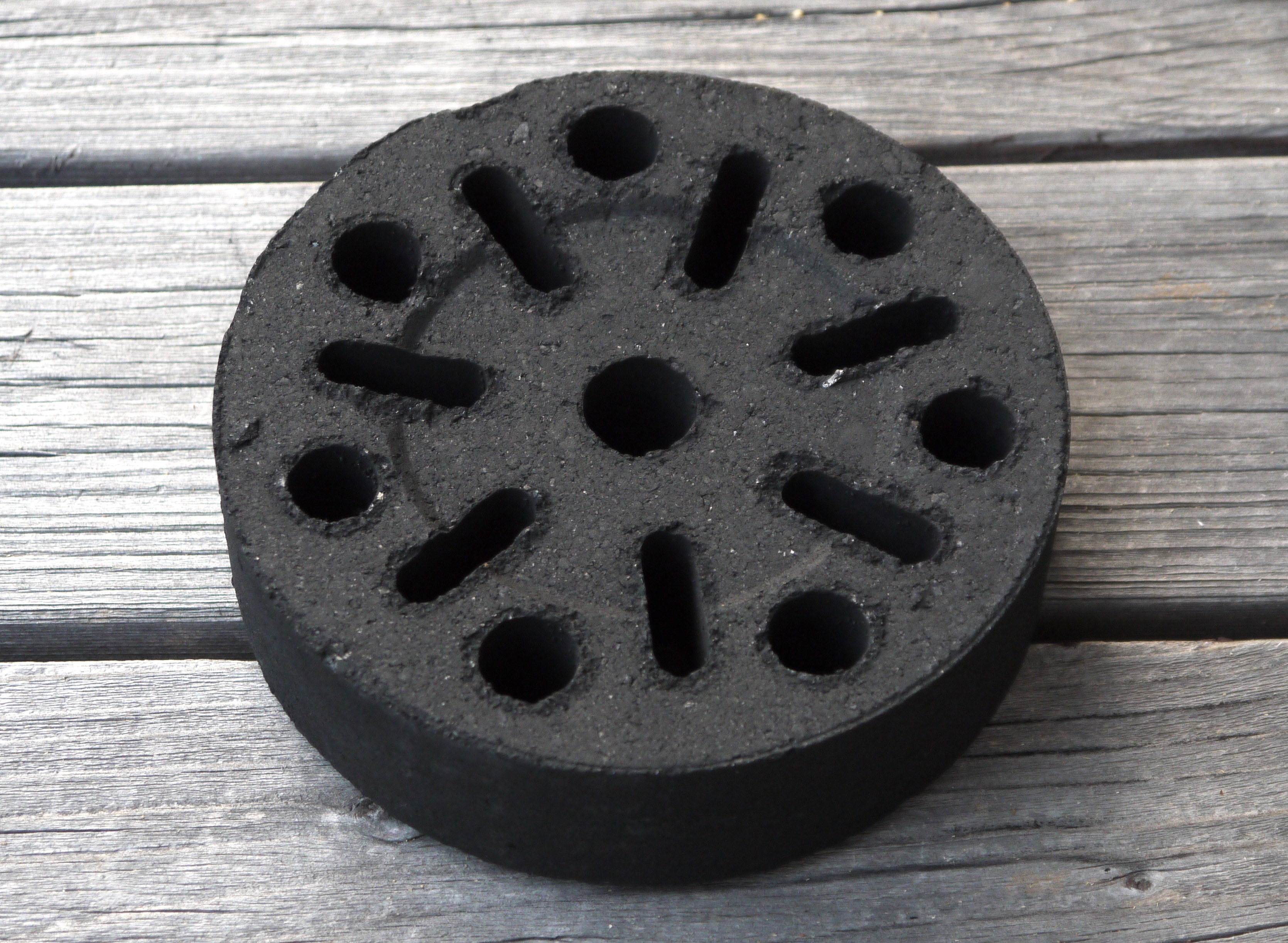
Briqueta de parrilla rápida hecha de cáscara de coco

Las briquetas de biomasa son un sustituto de biocombustible para el carbón y el carbón vegetal. Las briquetas se utilizan principalmente en países en desarrollo, donde los combustibles para cocinar no son tan fáciles de conseguir. Ha habido un movimiento hacia el uso de briquetas en el mundo desarrollado, donde se utilizan para calentar calderas industriales para producir electricidad a partir de vapor. Las briquetas se queman junto con carbón, para generar el calor suministrado a la caldera. 

## Composición y producción
Las briquetas de biomasa, en su mayoría hechas de desechos verdes y otros materiales orgánicos, se usan comúnmente para la generación de electricidad, calor y combustible para cocinar. Estos compuestos comprimidos contienen diversos materiales orgánicos, que incluyen cáscara de arroz, bagazo, cáscara de nuez molida, residuo sólido urbano, residuos agrícolas. La composición de las briquetas varía según el área debido a la disponibilidad de materias primas. Las materias primas se recolectan y se comprimen en briquetas para quemar más tiempo y facilitar el transporte de las mercancías. Estas briquetas son muy diferentes del carbón vegetal porque no tienen grandes concentraciones de sustancias carbonosas y materiales agregados. En comparación con los combustibles fósiles, las briquetas producen bajas emisiones netas totales de gases de efecto invernadero porque los materiales utilizados ya forman parte del ciclo del carbono.
Una de las variables más comunes del proceso de producción de briquetas de biomasa es la forma en que se seca la biomasa.  Los fabricantes pueden usar torrefacción, carbonización o diversos grados de pirólisis. Los investigadores concluyeron que la torrefacción y la carbonización son las formas más eficientes de secar la biomasa, pero el uso de la briqueta determina qué método se debe usar.
La compactación es otro factor que afecta a la producción. Algunos materiales se queman más eficientemente si se compactan a bajas presiones, como la molienda de maíz. Otros materiales como el trigo y la paja de cebada requieren altas cantidades de presión para producir calor. También hay diferentes tecnologías de prensa que pueden ser utilizadas. Una prensa de pistón se utiliza para crear briquetas sólidas para una amplia gama de propósitos. La extrusión de tornillo se utiliza para compactar la biomasa en briquetas sueltas y homogéneas que se sustituyen por carbón en el cofiring. Esta tecnología crea una briqueta toroidal o similar a una dona. El orificio en el centro de la briqueta permite un área de superficie más grande, creando una mayor tasa de combustión.

## Historia
Las personas han estado utilizando briquetas de biomasa en Nepal, desde antes de la historia registrada. Aunque poco eficiente, la quema de biomasa suelta creó suficiente calor para cocinar y mantener el calor.
La primera planta de producción comercial se creó en 1982 y produjo casi 900 toneladas métricas de biomasa. En 1984, se construyeron fábricas que incorporaron grandes mejoras en la eficiencia y la calidad de las briquetas. Usaban una combinación de cáscaras de arroz y melaza. El King Mahendra Trust for Nature Conservation (KMTNC) junto con el Instituto para la Conservación del Himalaya (IHC) crearon una mezcla de carbón y biomasa en 2000 con una máquina de laminación única.

### OgalitaJaponesa
En 1925, Japón comenzó de forma independiente a desarrollar tecnología para aprovechar la energía de las briquetas de aserrín, conocidas como "Ogalite" . Entre 1964 y 1969, Japón multiplicó por cuatro la producción al incorporar la tecnología de prensa de tornillo y de pistón.  La empresa miembro de 830 o más existía en la década de 1960. Las nuevas técnicas de compactación incorporadas en estas máquinas fabricaban briquetas de mayor calidad que las de Europa. Como resultado, los países europeos compraron los acuerdos de licencia y ahora fabrican máquinas de diseño japonés.

## Cocombustión
La cocombustión o cofiring se relaciona con la combustión de dos tipos diferentes de materiales. El proceso se utiliza principalmente para disminuir las emisiones de CO2 a pesar de la menor eficiencia energética y el mayor costo variable. La combinación de materiales por lo general contiene un alto contenido de carbono sustancia tal como emisor de carbón y un material de emisión de CO2 menor tal como biomasa. Aunque el CO2 seguirá emitiéndose a través de la combustión de la biomasa, el carbono neto emitido es casi insignificante. Esto es debido al hecho de que el material recogido por la composición de las briquetas todavía están contenidos en el ciclo de carbono mientras que la combustión de combustibles fósiles libera CO2 que ha sido secuestrado por milenios. Las calderas en plantas de energía se calientan tradicionalmente por la combustión de carbón, pero si el coencendido fuera implementado a continuación, las emisiones de CO2 se reducen mientras que todavía mantiene el calor introducido en la caldera. La implementación del cableado requeriría pocas modificaciones a las características actuales de las centrales eléctricas, ya que solo se alteraría el combustible para la caldera. Se requeriría una inversión moderada para implementar briquetas de biomasa en el proceso de combustión.
La cocombustión se considera el medio de biomasa más rentable. Se producirá una tasa de combustión más alta cuando el cofiring se implemente en una caldera en comparación con la quema de biomasa. La biomasa comprimida también es mucho más fácil de transportar ya que es más densa, por lo que permite que se transporte más biomasa por envío en comparación con la biomasa suelta. Algunas fuentes coinciden en que una solución a corto plazo para el problema de la emisión de gases de efecto invernadero puede estar en la cocombustión.

## Comparado con el carbón
El uso de briquetas de biomasa ha aumentado constantemente a medida que las industrias se dan cuenta de los beneficios de disminuir la contaminación mediante el uso de briquetas de biomasa. Las briquetas proporcionan un mayor valor calorífico por dólar que el carbón cuando se usan para encender calderas industriales. Junto con un mayor valor calorífico, las briquetas de biomasa ahorraron un promedio de 30 a 40 % del costo del combustible de la caldera.  Pero otras fuentes sugieren que el cocombustión es más caro debido a la disponibilidad generalizada de carbón y su bajo costo. Sin embargo, a largo plazo, las briquetas solo pueden limitar el uso del carbón en pequeña medida, pero las industrias y fábricas en todo el mundo lo están buscando cada vez más. Ambas materias primas pueden producirse o extraerse en el país en los Estados Unidos, creando una fuente de combustible que está libre de dependencia extranjera y menos contaminante que la incineración de combustibles fósiles en bruto.
Ambientalmente, el uso de briquetas de biomasa produce mucho menos gases de efecto invernadero, específicamente de 13.8 % a 41.7 % de CO2  y NOX. También hubo una reducción de 11.1 % a 38.5 % en SO
2 emisiones en comparación con el carbón de tres productores líderes diferentes, EKCC Coal, Decanter Coal y Alden Coal. Las briquetas de biomasa también son bastante resistentes a la degradación del agua, una mejora sobre las dificultades encontradas con la quema de carbón húmedo. Sin embargo, las briquetas se utilizan mejor solo como un suplemento al carbón. El uso de cofiring crea una energía que no es tan alta como el carbón puro, pero emite menos contaminantes y reduce la liberación de carbono previamente secuestrado. La liberación continua de carbono y otros gases de efecto invernadero a la atmósfera conduce a un aumento de las temperaturas globales. El uso de la cocombustión no detiene este proceso, sino que disminuye las emisiones relativas de las centrales eléctricas de carbón.

## Uso en el mundo en desarrollo
La Fundación Legacy ha desarrollado un conjunto de técnicas para producir briquetas de biomasa a través de la producción artesanal en aldeas rurales que se pueden usar para climatización y cocinar. Estas técnicas fueron iniciadas recientemente por el Parque Nacional Virunga en el este de la República Democrática del Congo, luego de la destrucción masiva del hábitat de los gorilas de montaña para el carbón vegetal.
Pangani, Tanzania, es un área cubierta de cocoteros. Después de cosechar la carne del coco, los pueblos indígenas ensuciaron el suelo con las cáscaras, creyendo que eran inútiles. Más tarde, las cáscaras se convirtieron en un centro de beneficio después de que se descubrió que las cáscaras de coco son adecuadas para ser el ingrediente principal en las briquetas biológicas. Esta mezcla de combustible alternativo se quema de manera increíblemente eficiente y deja pocos residuos, por lo que es una fuente confiable para cocinar en el país subdesarrollado. El mundo en desarrollo siempre ha confiado en la biomasa en combustión debido a su bajo costo y disponibilidad en cualquier lugar donde haya material orgánico. La producción de briquetas solo mejora la práctica antigua al aumentar la eficiencia de la pirólisis.
Dos componentes principales en países en desarrollo son China e India. Las economías están aumentando rápidamente debido a las formas económicas de aprovechar la electricidad y emitir grandes cantidades de dióxido de carbono. El Protocolo de Kioto intentó regular las emisiones de los tres mundos diferentes, pero hubo desacuerdos en cuanto a qué país debería ser penalizado por las emisiones basadas en sus emisiones anteriores y futuras. Estados Unidos ha sido el mayor emisor, pero China se ha convertido recientemente en el mayor per cápita. Los Estados Unidos emitieron una cantidad rigurosa de dióxido de carbono durante su desarrollo y las naciones en desarrollo argumentan que no deben ser obligados a cumplir con los requisitos. En el extremo inferior, las naciones subdesarrolladas creen que tienen poca responsabilidad por lo que se ha hecho con los niveles de dióxido de carbono. El mayor uso de las briquetas de biomasa en la India es en aplicaciones industriales, generalmente para producir vapor.  En la última década se han producido muchas conversiones de calderas de FO a briquetas de biomasa. La gran mayoría de esos proyectos están registrados en CDM (Protocolo de Kioto), que permite a los usuarios obtener créditos de carbono.
Se recomienda enfáticamente el uso de briquetas de biomasa mediante la emisión de créditos de carbono. Un crédito de carbono es igual a una tonelada libre de dióxido de carbono que se emitirá a la atmósfera. India ha comenzado a reemplazar el carbón vegetal con briquetas de biomasa en relación con el combustible de caldera, especialmente en las partes del sur del país porque las briquetas de biomasa se pueden crear en el país, dependiendo de la disponibilidad de tierra. Por lo tanto, el aumento constante de los precios del combustible será menos influyente en una economía si las fuentes de combustible pueden producirse fácilmente en el país. Lehra Fuel Tech Pvt Ltd está aprobada por la Agencia de Desarrollo de Energía Renovable de la India (IREDA), es uno de los mayores fabricantes de máquinas de fabricación de briquetas de Ludhiāna , India. 
En la región de los Grandes Lagos de África, el trabajo en la producción de briquetas de biomasa ha sido encabezado por varias ONG con GVEP (Global Village Energy Partnership  ) liderando la promoción de productos de briquetas y empresarios de briquetas en los tres países de los Grandes Lagos; a saber, Kenia, Uganda y Tanzania. Esto se ha logrado mediante un proyecto de cinco años patrocinado por el gobierno de la UE y de los Países Bajos llamado DEEP EA (Proyecto de Empresas de Energía en Desarrollo, África Oriental)  . La principal fuente de alimentación para las briquetas en la región de África Oriental ha sido principalmente el polvo de carbón, aunque también se han utilizado alternativas como el aserrín, el bagazo, las cáscaras de café y las cáscaras de arroz.

## Uso en el mundo desarrollado
El carbón es el mayor emisor de dióxido de carbono por unidad de área cuando se trata de la generación de electricidad. También es el ingrediente más común en el carbón vegetal. Ha habido un reciente empuje para reemplazar la quema de combustibles fósiles con biomasa. El reemplazo de este recurso no renovable con desechos biológicos reduciría la huella de carbono de los propietarios de parrillas y disminuiría la contaminación general del mundo. Los ciudadanos también están empezando a fabricar briquetas en casa. Las primeras máquinas crearían briquetas para los propietarios de viviendas a partir de aserrín comprimido, sin embargo, las máquinas actuales permiten la producción de briquetas a partir de cualquier tipo de biomasa seca.
Arizona también tomó la iniciativa de convertir la biomasa residual en una fuente de energía, a partir de desperdicios de algodón y material de nuez utilizado para proporcionar un lugar de anidación de insectos que destruirían los nuevos cultivos en la primavera. Para detener este problema, los agricultores enterraron la biomasa, lo que rápidamente llevó a la degradación del suelo. Se descubrió que estos materiales eran una fuente de energía muy eficiente y se encargaban de los problemas que habían afectado a las granjas.
El Departamento de Energía de los Estados Unidos ha financiado varios proyectos para probar la viabilidad de las briquetas de biomasa a escala nacional.  El alcance de los proyectos es aumentar la eficiencia de los gasificadores y producir planes para las instalaciones de producción.

## Críticas
La biomasa está compuesta de materiales orgánicos, por lo tanto, se requieren grandes cantidades de tierra para producir el combustible. Los críticos argumentan que el uso de esta tierra debe ser utilizado para la distribución de alimentos en lugar de la degradación de los cultivos. Además, los cambios climáticos pueden causar una estación dura, donde el material extraído deberá cambiarse por alimentos en lugar de energía. El supuesto es que la producción de biomasa disminuye el suministro de alimentos, lo que provoca un aumento del hambre en el mundo al extraer los materiales orgánicos como el maíz y la soja para obtener combustible en lugar de alimentos.
El costo de implementar una nueva tecnología como la biomasa en la infraestructura actual también es alto. Los costos fijos con la producción de briquetas de biomasa son altos debido a las nuevas tecnologías no desarrolladas que giran en torno a la extracción, producción y almacenamiento de la biomasa. Las tecnologías relacionadas con la extracción de petróleo y carbón se han desarrollado durante décadas, haciéndose más eficientes con cada año. Una nueva tecnología no desarrollada con respecto a la utilización de combustible que no tiene infraestructura construida alrededor hace que sea casi imposible competir en el mercado actual.